# Alles wird gut!
Alles wird gut! (Originaltitel Herşey çok güzel olacak) ist eine türkische Filmkomödie aus dem Jahr 1998. Regie führte Ömer Vargı. Das Drehbuch schrieben Regisseur Cem Yılmaz und Hakan Haksun. Die Uraufführung fand am 27. November 1998 statt. In Deutschland lief der Film erstmals am 23. Mai 2002 in den Kinos. Mit mehr als 1,5 Millionen Kinobesuchern zählt er zu den erfolgreichsten Komödien in der Türkei.

## Handlung
Die Geschichte handelt von zwei sehr unterschiedlichen Brüdern, die sich nach drei Jahren zufällig in einem Imbiss treffen.
Nuri, der ältere Bruder, ist ein sehr introvertierter, jedoch ehrlicher Mann, der in einem Pharmazie-Lager arbeitet und dort auch wohnt. Er hat keine große Erwartungen ans Leben, und sein einziges Hobby ist das Sammeln von Fotos aus Sportwagen-Werbungen.
Altan, der jüngere, ist das Gegenteil seines Bruders; ultra-extrovertiert und träumerisch verbringt er seine Zeit in den Kneipen seiner Freunde und träumt von seiner eigenen Bar. Sogar seine eigene Frau verachtet ihn, indem sie ihn nicht mal im Ehebett akzeptiert.
Sobald sich die Brüder treffen, klebt Altan an seinem Bruder wie eine Zecke. Er möchte die Medikamente im Pharmazie-Lager klauen und das Geld vom Verkauf derselben als Startkapital für die Eröffnung seiner Bar verwenden. Obwohl er im Endeffekt nur ein kleines Päckchen Beruhigungsmittel stehlen kann, werden die Brüder sofort zum Ziel der Drogen-Mafia, da der Besitzer des Lagers auch für die Mafia arbeitet. Es beginnt eine Verfolgungsjagd von Istanbul bis nach Bodrum.

## Kritik
„Mit leichter Hand inszeniert, besticht der höchst unterhaltsame Film durch eine konzentrierte Bildführung sowie den organischen Rhythmus.“, schrieb das Lexikon des internationalen Films.

## Bemerkungen
Der Film lief im deutschen Sprachraum mit Untertiteln.